# Rotschmied

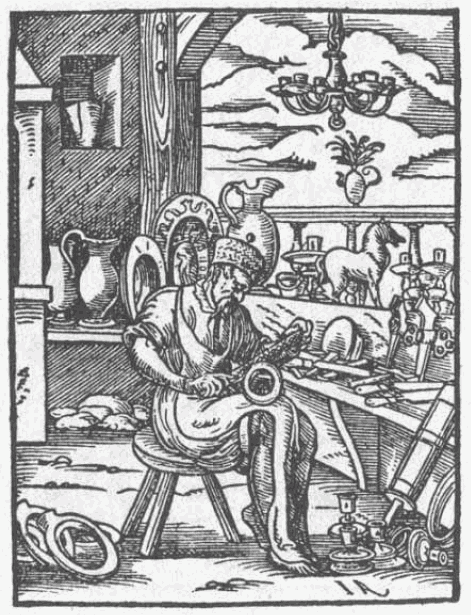
Rotschmied, Ständebuch 1568

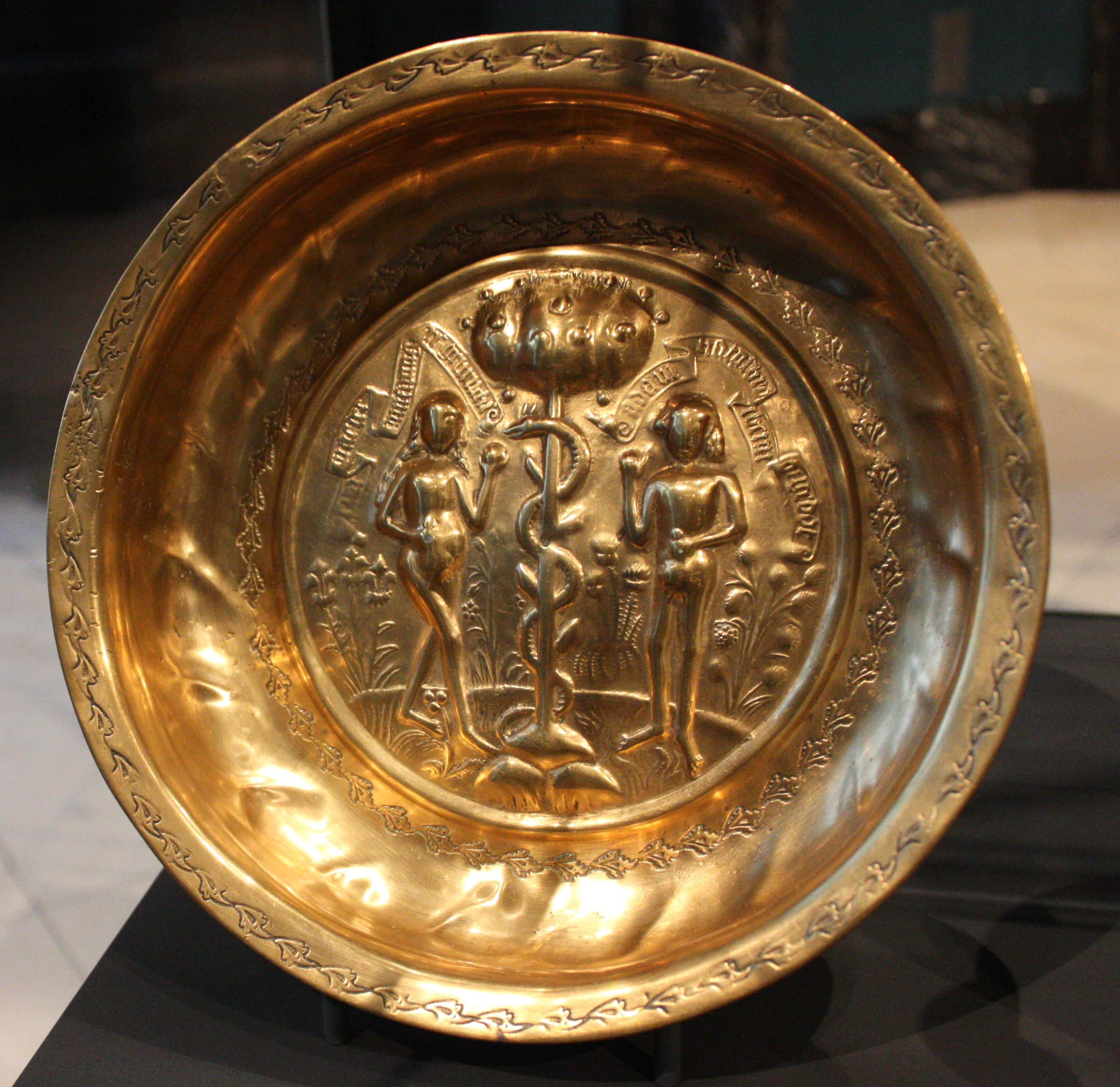
Bronzeschale, ca. 1500–1550, wahrscheinlich aus Nürnberg

Rotschmiede gossen und schmiedeten oder trieben Messing.
Die Messinggießer stellten vorwiegend Haushaltsgegenstände her, aber auch Glocken und Kanonenrohre.

## Zunft der Rotschmiede in Nürnberg
Nur in Nürnberg gab es eine Zunft der Rotschmiede mit einer strengen Zunftordnung, die unter anderem ein Wanderverbot enthielt. Sie durften ihr Handwerk nur mit Genehmigung des Rates außerhalb Nürnbergs ausüben, um so die hervorragende Stellung Nürnbergs bei der Messingproduktion und dessen Verarbeitung zu sichern. Weiter regelte die Zunftordnung auch die Ausbildung mit 4 Lehr- und 6 Gesellenjahren. Für die Meisterprüfung mussten ein durchbrochener Schlüsselring, ein Tischleuchter und ein Meisterstück freier Wahl angefertigt werden.
Die Nürnberger Rotschmiede führten Merkzeichen wie die Gold- und Silberschmiede.